# Kusma (gmina Võru)
Kusma – wieś w Estonii, w prowincji Võru, w gminie Võru.